# Tribute to Nothing
Tribute to Nothing ist eine 1992 gegründete Post-Hardcore/Alternative-Rock-Band aus Hereford and Worcester in England.

## Geschichte
Tribute to Nothing wird 1992 von den damals zwölf und 14 Jahre alten Brüdern Samuel, Jim, Ben Turner sowie zwei Schulfreunden, die die Band aber kurz darauf wieder verlassen, in Worcester gegründet. Die ersten Jahre spielt die Band lediglich Konzerte rund um ihre Heimatstadt, wobei schon das zweite Konzert von einigen hundert Zuschauern gesehen wird. Bei einem Auftritt in London wurden sie vom NME-Photographen Martyn Goodacre gesehen, der sie umgehend für sein zu Polygram gehörendes Label Go! Discs unter Vertrag nimmt. Die ersten beiden Singles, Office Jobs und 24 Hours, werden veröffentlicht und größere Auftritte mit Bands wie The Fall, Shellac, Dee Dee Ramone, NOFX, Iggy Pop und Neurosis absolviert, woraufhin John Peel auf die Band aufmerksam wird und die Band zu einer seiner Live-Sessions auf BBC Radio 1 einlädt. Die nächsten Jahre sind, mit Tourneen quer durch Großbritannien, für die jungen Teenager eine aufregende Zeit in der Welt der Majorlabels.
Nach einigen weiteren Singles wird Go! Discs 1997 von der Muttergesellschaft Polygram geschlossen und die Turnerbrüder gründen, im Schnitt gerade 18 Jahre alt, zusammen mit ihrem Vater Jack Turner, der gleichzeitig auch als Manager der Band fungiert, das Label Lockjaw Records. Ihre erste Veröffentlichung auf dem eigenen Label war die Single Finding My Own Mind. Sie wurde vom britischen Musikmagazin Kerrang! als Single of the week ausgezeichnet.
Das Anfang 2003 erscheinende Album Act Without Words, das erste mit dem neuen Gitarristen Kris Stammer, macht die Band auch außerhalb Englands bekannt. Nachdem sich das Album zuerst in Deutschland, Österreich und der Schweiz gut verkaufte, fanden Tribute to Nothing auch in Spanien und den Benelux-Staaten eine stetig wachsende Fanbasis vor. 2003 und 2004 absolvierte die Band über 250 Auftritte in ganz Europa, teilweise als Vorgruppe für Bands wie Hot Water Music, No Use for a Name und Days in Grief.
2005 unterschreiben Tribute to Nothing einen Vertrag mit dem Berliner Label Destiny Records, auf dem am 28. April desselben Jahres das Album How Many Times Did We Live? erscheint. Die Produktion leitet Jason Livermore, der davor schon für Good Riddance und Rise Against Alben produzierte. Das Mastering übernimmt Bill Stevenson, Schlagzeuger von Black Flag, ALL und den Descendents. Die erste Single Something I Can Trust handelt von den zwei Lebensweisen, zwischen denen die Band seit ihrer Gründung schwankt. So ist es den Bandmitgliedern bis heute nicht möglich, von den Einnahmen, die die Band generiert, ihr Leben zu finanzieren, so dass sie bis zur Gründung des eigenen Labels zwischen den Tourneen Aushilfsjobs annehmen müssen. Inzwischen bringt ihr Label genug Umsatz, um davon leben zu können.

## Diskografie

### EPs
- Enemy (1997)
- Tribute to Nothing + Three Minute Poetry (Split-CD, 2003, Lockjaw Records)

### Alben
- Straight Line
- Wrench (1997)
- This Is Freedom? (1999, Lockjaw Records)
- 50,000 Watts of Goodwill (2001, Lockjaw Records)
- Act Without Words (2003, Lockjaw Records)
- How Many Times Did We Live? (2005, Destiny Records)
- Breathe How You Want to Breathe (17. März 2008)

### Singles
- Singles
- Office Jobs
- 24 Hours
- Think You Should (1995)
- Straight Line
- Finding My Own Mind (1997, Lockjaw Records)
- Something I Can Trust (2005, Destiny Records)

### DVDs
- A Brand New Cause to Fuel the Fire (2004)